# Navegació aèria
|  | Per a altres significats, vegeu «navegació (desambiguació)». |

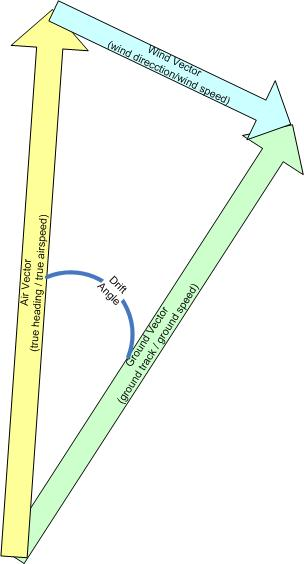
El triangle de velocitat representa gràficament les relacions entre els vectors de velocitat utilitzats per a la navegació aèria

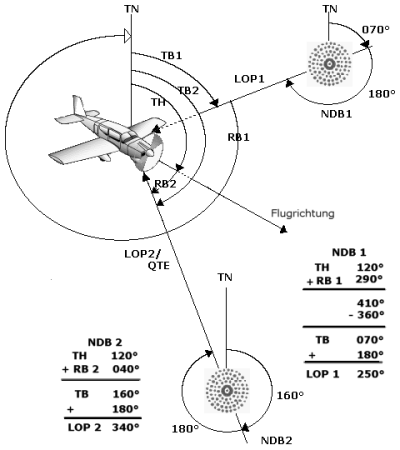
Exemple de navegació aèria

La navegació aèria és el conjunt de tècniques i procediments que permeten conduir eficientment una aeronau al seu lloc de destinació, assegurant la integritat dels tripulants, passatgers i dels que estan en terra. La navegació aèria es basa en l'observació del cel, del terreny, i de les dades aportades pels instruments de vol.

## Tipus
La navegació aèria es divideix en dos tipus (depenent de si l'aeronau necessita instal·lacions exteriors per a poder guiar-se): 
- Navegació aèria autònoma

La navegació aèria autònoma és aquella que no necessita de cap infraestructura o informació exterior per poder completar amb èxit el vol. Al seu torn, aquesta es divideix en:
- - Navegació observada: es basa en l'observació directa de les referències necessàries en el terreny per part del navegant o pilot, per tal de conèixer la posició de l'aeronau.
  - Navegació d'estima: el navegant o pilot estima la posició actual, conegudes la direcció i la velocitat respecte al terreny gràcies al conjunt d'instruments de navegació aèria.
  - Navegació per fixació de la posició: aquesta, al seu torn, es subdivideix en navegació aèria astronòmica, navegació aèria Doppler i sistema de navegació inercial (INS).

- Navegació aèria no autònoma

La navegació aèria no autònoma, per contra, sí necessita instal·lacions exteriors per poder realitzar el vol, ja que per si sola l'aeronau no és capaç de navegar. Les instal·lacions necessàries per al seu guiat durant el vol, reben el nom de ajudes a la navegació. Aquests ajuts es poden dividir, al seu torn, depenent del tipus d'informació que transmeten, així com del canal a través del qual ho fan. Així, les radioajudes poden ser:
- - Ajudes visuals a l'aterratge: són instal·lacions que proporcionen senyals visuals durant l'etapa d'aterratge de l'aeronau.
  - Radioajudes: són senyals radioelèctrics rebuts a bord, generalment emesos en instal·lacions terrestres com un radiofar omnidireccional en VHF.
  - Navegació per satèl·lit.

## Normatives
Depenent de les condicions mínimes de visibilitat, distància dels núvols, i del tipus d'espai aeri travessat, hi ha dos conjunts de regles d'obligat compliment: les regles de vol visual (visibilitat major de cinc milles marines [vuit km] i sostre de núvols per sobre dels 1500 m) i les Regles de Vol Instrumental (operades mitjançant instruments). Els avions de línia, per raons de seguretat, operen només sota les regles de vol instrumental, independentment de les condicions meteorològiques.
L'element responsable en terra de la navegació aèria és el control de trànsit aeri, recolzat en la informació proporcionada pels pilots i pels sistemes de radar.